# 萨根罗特
萨根罗特是德国莱茵兰-普法尔茨州的一个市镇。总面积12.61平方公里，总人口448人，其中男性232人，女性216人（2011年12月31日），人口密度36人/平方公里。